# 李永蕃
李永蕃（15世紀—1509年），字貽錫，湖廣郴州永興縣人，民籍，明朝政治人物。

## 生平
李永蕃是弘治八年（1573年）的舉人，授當塗知縣，他為人至誠坦易，振興地方學校，節省里甲丁田，平均徭戶、增加戶口，判案決訟如流；當時姑溪大水，人民流離失所，賊人橫行，他管理得宜讓人民安穩，四年後因勞累在任內去世，百姓都感到悲哀，入祀當地名宦祠，永興也入祀鄉賢祠。

## 家族
曾祖李崇德；祖父李思寬；父李秀實，天順六年舉人、知縣、封兵部主事。妻馬氏。兄李永敷，弘治九年進士。子李祦，嘉靖八年進士。

## 引用
1. 1 2  光緒《永興縣志·卷三十九·人物志》：李永蕃，字貽錫，任當塗知縣，時姑溪大水，民居蕩析，流寇縱橫，曲為綜理民賴以安，以勞瘁卒於官，百姓哀之，祀名宦，邑祀鄉賢。
2. ↑  光緒《永興縣志·卷三十六·選舉志》：舉人……明……宏治八年乙卯科……李永蕃 永敷弟，官知縣，見人物
3. ↑  民國《當塗縣志·十六·名宦：李永蕃》 字貽錫，湖廣永興人，正德間以舉人知（當塗縣），悃愊無華、宅心坦易，振興學校、修築圩岸。節里甲丁田、均徭戶、增戶口，決訟如流，美政種種，在任四年以疾卒官，百姓思之如失怙恃，厥後子登科第人歎其陰德之報云，祀名宦。
4. ↑  乾隆《（安徽）太平府志·卷二十三·名宦志》：李永蕃，字貽錫，湖廣永興人，正德間以舉人知（當塗縣），悃愊無華、宅心坦易，振興學校、修築圩岸，節里甲丁田、均徭役、增戶口，決訟如流，美政不容殫述，在任四年以疾卒官，百姓思之如失怙恃，厥後子登科第，人歎其陰德之報云，入祀名宦。
5. ↑  《弘治九年丙辰科進士登科錄》：李永敷，民籍，治《詩經》，年三十五歲中式弘治九年丙辰科第二甲第一名進士。十二月二十一日生，行八，曾祖李崇德；祖李思寬；父李秀實，前知縣；前母劉氏；張氏。具慶下。妻陳氏，兄永富；永資；永莊；永昌；永奈（貢士），弟永蕃（貢士）；永春（陰陽訓術）；永□。由國子生中式湖廣鄉試第四十一名舉人，會試中式第六十名。
6. ↑  龚延明主编 (编). . 宁波: 宁波出版社. 2016. ISBN 978-7-5526-2320-8. 《天一閣藏明代科舉錄選刊.登科錄》之《嘉靖八年己丑科進士登科錄》